# Hana yori dango 2
Hana yori dango 2 (花より男子2? lett. "Ragazzi anziché fiori 2"), sottotitolata Returns, è un dorama giapponese in 11 puntate andato in onda nel 2007. Si tratta della seconda serie di Hana yori dango, la serie live action tratta dal manga Hanayori Dango di Yōko Kamio.

## Trama
Tsukasa è partito per New York e non si fa più sentire. È passato quasi un anno e Tsukushi decide di partire alla sua ricerca, per salutarlo ed eventualmente chiedergli il motivo del suo prolungato silenzio, ma soprattutto per sapere il motivo, la ragione dietro alla quale sta il suo avergli fatto ricevere per la seconda volta, un cartellino rosso: la sorpresa è stata veramente grande per lei. Appena scesa nella grande metropoli, denominata "Big Apple", si perde e diviene vittima di un gruppo di ladruncoli delinquenti del Bronx.
Flashback: Tsukushi conosce Oribe, uno studente che frequenta la stessa scuola, ma non lo riconosce subito: fanno amicizia e legano rapidamente. Verrà a sapere che egli lavora come modello, e la invita a veder il suo studio. La convince a far qualche foto assieme a lui, assicurandole che non saranno mai pubblicate. Poco dopo Tsukushi trova il cartellino rosso all'interno del suo armadietto. Rui le consiglia allora di andare a New York e chiedere le dovute spiegazioni direttamente a Tsukasa. Fine Flashback.
Improvvisamente Rui appare e la salva appena in tempo, l'hanno seguita tutti e 3 per proteggerla e starle accanto. Tsukushi in seguito trova Tsukasa e riesce a parlargli, ma si rende ben presto conto che da quando lui ha lasciato il Giappone è diventato un'altra persona, caratterialmente del tutto irriconoscibile. Colpita negativamente dal suo atteggiamento così freddo e distante, torna a casa.
Al suo ritorno l'unico a sostenerla dalle vessazioni e continue prese in giro dei compagni è proprio Oribe, ma infine anch'egli si svela per ciò ch'è realmente, la fa difatti rapire e tenerla prigioniera in uno scantinato da una banda di bulli: il suo fine era quello di vendicarsi di Tsukasa a causa d'uno sgarbo di vecchia data. È stato lui a fargli aver le foto che avevano scattato assieme e così ad ingelosirlo fino a decidere di fargli avere un altro cartellino rosso. Ma il suo rancore non andrà a buon fine, Tsukushi viene portata in salvo dalla sorella di Tsukasa. La nostra eroina confessa disperata che lei ama ancora sinceramente suo fratello, ma che non è più tanto sicura dei veri sentimenti di lui nei propri confronti.
Dopo un po' Tsukushi viene invitata alla festa di compleanno di Tsukasa nientemeno che dalla madre di lui: qui assisterà all'annunzio dell'avvenuto fidanzamento di Tsukasa con l'unica figlia di un magnate del petrolio giapponese, Shigeru. Tsukushi scappa via sconvolta. Si viene a sapere che la donna ha costretto il figlio ad accettare tale fidanzamento, in quanto vi son problemi finanziari nella società e solo combinando un matrimonio così importante si potrebbe appianarli. Tanto per render le cose un po' più complicate di quanto già non siano, Shigeru s'innamora sinceramente di Tsukasa, e nel contempo fa anche amicizia con Tukushi, decidendo di farne la sua personale consigliera sentimentale. Non sospetta nulla riguardo ai precedenti rapporti intercorsi tra il fidanzato e l'amica.
Intanto Tsukushi s'immerge negli studi per poter esser ammessa alla facoltà di diritto, riscaldata un po' sotto l'ala protettiva e benevola di Rui: man mano che i loro rapporti si fanno più stretti ed assidui Rui si rende conto che prova qualcosa di serio nei confronti di Tsukushi, e ne rimane turbato.
Nel frattempo Tsukushi scopre che la sua famiglia si trova in gravi difficoltà finanziarie, cerca allora un lavoro part-time serale per poterla aiutare, ma lo stress sempre crescente e la troppa fatica la fanno svenire in mezzo alla strada. Viene soccorsa ed accompagnata immediatamente in ospedale: Tsukasa in quel momento si trova ad una cena con la famiglia di Shigeru. Nishida di nascosto fa pervenire un biglietto al giovane informandolo dell'incidente occorso alla ragazza. Immediatamente questi si precipita al suo capezzale: troverà Rui ad assistere Tsukushi, e questo fatto lo lascia sconcertato e sorpreso.
Viene presto dimessa, ma quando torna a casa scopre che il padre è appena stato licenziato e s'è trasferito con la moglie in un villaggio vicino per diventar pescatore. Tsukushi, rimasta in città col fratellino trasloca in una vecchia casa diroccata: verrà a saper presto che Tsukasa vive accanto a lei e che l'edificio è di sua proprietà. Shigeru verrà a conoscenza traumaticamente dell'esistenza d'un forte amore tra i due.
Sumusu intanto ha bisogno d'aiuto e si confida con Tsukasa, il quale cercherà in ogni maniera di stimolarlo ad aver più coraggio. La sorella, uscita alla sua ricerca, non era difatti rientrato a casa, li troverà assieme a tarda notte. Nel veder per l'ennesima volta Tsukasa diventa sempre più confusa e incerta sul da farsi: ora sa che anche Rui è innamorato di lei. Nishida giunge da Tsukushi e le rivela il motivo autentico dell'improvvisa trasformazione di Tsukasa: in realtà i suoi sentimenti nei suoi confronti non sono affatto cambiati, il suo comportamento apparente non deve affatto confonderla.
Dopo un crollo avvenuto nel palazzo fatiscente dov'era andata temporaneamente a stabilirsi, Tsukushi finisce nientemeno che per vivere a Palazzo Domyouji, sotto l'attenta supervisione e controllo di Tama, la vecchia governante rispettata e temuta da tutti, persino dalla madre di Tsukasa. Comincia a fare la domestica lì da loro, mentre Susumu è andato a vivere assieme ai genitori al villaggio in riva al mare. Shigeru rompe definitivamente il contratto di fidanzamento con Tsukasa e parte: ha capito che lui ama ed amerà sempre e solo Tsukushi. Ciò però non fa altro che peggiorar ulteriormente la già precaria situazione finanziaria del Gruppo Domyouji: nel tentativo di salvare lui e i dipendenti della società, Tsukushi rompe con Tsukasa e va al villaggio dove vivono i suoi. Per iniziar una nuova vita, queste almeno sarebbero le sue intenzioni, ma il destino ancora non ha smesso di metterci lo zampino.
Tsukasa parte alla sua ricerca ed arriva da lei; a seguito d'una brutta caduta però sviluppa un'amnesia temporanea. I tentativi di Tsukushi d'aiutarlo a riviver i ricordi del suo passato per fargli tonar la memoria vengono però ostacolati da Umi, una giovane paziente ricoverata nello stesso ospedale; cerca difatti di accalappiare Tsukasa per tenerselo tutta per sé. Dopo aver salvato Tsukushi quasi congelata a morte nel bel mezzo d'una terribile bufera di neve, Tsukasa ritrova la memoria, ricordandosi finalmente chi era la prima ragazza di cui lui si fosse innamorato: Tsukushi. La serie si conclude con una gran cerimonia alla scuola per festeggiare con un gran ballo l'avvenuto fidanzamento di Tsukasa con Tsukushi.

### Personaggi e interpreti
- Mao Inoue è Tsukushi Makino: la protagonista femminile della storia, l'erbaccia che nessuno riesce a schiacciare.
- Jun Matsumoto è Tsukasa Domyouji:
- Shun Oguri è Rui Hanazawa:
- Shōta Matsuda è Sojiro Nishikado:
- Tsuyoshi Abe è Akira Mimasaka:
- Aki Nishihara è Yuuki Matsuoka: la cara amica di sempre, fedele consigliera e spalla di Tsukushi.
- Natsuki Katō è Shigeru Okawahara: una ragazza tutto pepe, soprannominata "scimmia" da Tsukasa. Per un certo periodo di tempo sembrerà che tra i due possa davvero sbocciare qualcosa d'importante.
- Saki Seto è Yuriko Asai:
- Aki Fukada è Erika Ayuhara:
- Emiko Matsuoka è Minako Yamato:
- Megumi Sato è Sakurako Sanjou:
- Mayumi Sada è Shizuka Toudou:
- David Itō è Nishida: un fedelissimo, ma non troppo, servitore e primo segretario particolare della signora Domyouji.
- Takako Kato è Sachiyo Sengoku:
- Satoshi Tomiura è Susumu Makino: fratello di Tsukushi. Ad un certo punto della storia avrà davvero bisogno dei consigli preziosi, da "uomo fatto", di Tsukasa.
- Susumu Kobayashi è Makino Haruo Makino: padre di Tsukushi e Susumu. Non si lascia mai sopraffare dallo sconforto.
- Mako Ishino è Chieko Makino: ad un certo momento, si troverà a dover affrontare la madre di Tsukasa. Sarà uno scontro epico, molto salato, decisamente. E una che non si lascia corrompere dai soldi.
- Nanako Matsushima è Tsubaki Domyouji: sorella di Tsukasa ma molto legata a Tsukushi, che considera una vera e cara amica.
- Mariko Kaga è Kaede Domyouji: madre di Tsukasa. Una donna tutta d'un pezzo, dura e fredda come l'acciaio.

#### Ospiti
- Tōma Ikuta è Oribe Junpei (ep. 1)
- Takahiro Yanagisawa è il fratello maggiore di Junpei (ep. 1)
- Daiki Nakae è Oribe Shingo (ep. 1)
- Tomohiro Kaku è Sawatari Shingo, bullo (ep. 1)
- Yurie Fujisaki è Maeda Miki (ep. 1)
- Kazuki Hagiwara (ep. 1)
- Aya Ōmasa, studentessa classe 3-C
- Michi Saito, studente classe 3-C
- Shingo Tsurumi è Uchida Ken, impiegato del Domyoji Group (ep. 1-10)
- Suigetsu Mai, moglie di Uchida Ken (ep. 1-6)
- Hashida Honoka, figlio di Uchida Ken (ep. 1-6)
- Midori Miyazaki, figlio di Uchida Ken (ep. 1-6)
- Satoshi Asaoka, (ep. 1, 2)
- Tomomi Nishimura - madre di Akira (ep. 3)
- Imari Kitayama - sorellina di Akira (ep. 3)
- Himawari Kitayama - sorellina di Akira (ep. 3)
- Shihori Kanjiya è Hinata Sara (ep. 3-7)
- Katsuhiko Sasaki - padre di Shigeru (ep. 3, 8)
- Yumi Mitani - madre di Shigeru (ep. 3, 8)
- Nako Misuzawa - Miyuki (ep. 5)
- Sumie Sasaki - Tama (ep. 6, 9)
- Shinpei Asanuma - preside Hidenori Gakuen (ep.6)
- Isao Yatsu (ep. 6)
- Yoko Yasuda (ep. 6)
- Yukino Saito, amico degli F4 (ep. 6)
- Konomi Morita, amico degli F4 (ep. 6,7)
- Kei Tanaka è Hinata, il fidanzato di Sara (ep. 7)
- Akira Yakura è il marito di Tama (ep. 8)
- Natsuko Tanaka è Tama da giovane (ep. 8)
- Okayama Hajime è il padre di Yuuki (ep. 9)
- Hiki Rie è la madre di Yuuki (ep. 9)
- Kei Yamamoto (ep. 10)
- Erika Toda è Umi Nakasima (ep. 10,11)
- Higashino Kouji e un membro della squadra di soccorso (ep. 11)
- Toru Komoriya è il reporter (ep. 11)
- Tamaki Matsumoto

### Episodi
| Nº | Giapponese 「Kanji」 - Rōmaji | In onda          | In onda |
| Nº | Giapponese 「Kanji」 - Rōmaji | Giapponese       |         |
| 1  | 「あれから1年…今夜遂に復活!!今度の舞台はニューヨーク!!大波乱の恋と友情の新展開つーかハッピーエンドじゃなかったの!?」 - Arekara 1 nen... konya tsuini fukkatsu!! Kondo no butai ha nyūyōku!! Daiharan no koi to yūjō no shintenkai tsu ka happiendo janakattano!? | 5 gennaio 2007   |         |
| 2  | 「最強のライバル」 - Saikyō no raibaru | 12 gennaio 2007  |         |
| 3  | 「ばいばいバカ男」 - Baibai baka otoko | 19 gennaio 2007  |         |
| 4  | 「命がけの修羅場」 - Inochi gakeno shuraba | 26 gennaio 2007  |         |
| 5  | 「おまえが好きだ」 - Omaega suki da | 2 febbraio 2007  |         |
| 6  | 「告白は大波乱!!」 - Kokuhaku ha daiharan!! | 9 febbraio 2007  |         |
| 7  | 「一期一会の初恋」 - Ichigoichie no hatsukoi | 16 febbraio 2007 |         |
| 8  | 「四角関係の決着」 - Shikaku kankei no kecchaku | 23 febbraio 2007 |         |
| 9  | 「切ない雨の別れ」 - Setsuna i ame no wakare | 2 marzo 2007     |         |
| 10 | 「消えた思い出」 - Kie ta omoide | 9 marzo 2007     |         |
| 11 | 「史上最高のプロポーズ」 - Shijōsaikō no puropōzu | 16 marzo 2007    |         |

### Colonna sonora
- Theme song: Love So Sweet, cantata da Arashi
- Insert song: Flavor Of Life -Ballad Version-, cantata da Utada Hikaru